# Sebastián Rosano
Sebastián Rosano Escobar (Rivera, 25 de maio de 1987) é um futebolista uruguaio que joga como meia. Atualmente joga pelo Juventud, do Uruguai.

## Títulos
CD Olimpia
- Campeonato Argentino (2): 2008–08 (Apertura) - vice-campeão[1]